# Tartu JK Tammeka
Maillots
Actualités
Le Tartu JK Tammeka est un club estonien de football basé à Tartu.

## Historique
- 1989 : fondation du club
- 2006 : le club fusionne avec le JK Maag Tartu
- 2009 : la fusion est abandonnée